# 郑海涛
郑海涛（英語：Haitao "Heather" Zheng）是一名華裔美國計算機科學家和電機工程師。她是芝加哥大學諾伊鮑爾計算機科學教授。由於「對動態頻譜存取和認知無線電網路的貢獻」，她於2015年獲選為IEEE院士。

## 生平
郑海涛於1995年畢業於西安交通大學少年班，獲得電機工程學士學位。1999年，她在馬里蘭大學學院市分校獲得電子與電腦工程博士學位，師從劉國瑞。在貝爾實驗室和微軟亞洲研究院工作後，她於2005年加入加利福尼亞大學聖塔芭芭拉分校任教。2017年，她被任命為芝加哥大學諾伊鮑爾計算機科學教授。她目前仍是加利福尼亞大學聖芭芭拉分校的兼任教授。

## 荣誉
由於「對無線網路和行動運算的貢獻」，她被提名為2022年計算機協會會士。